# Bataille de Dybbøl (1864)
Guerre des Duchés
Batailles
Bataille de Missunde, évacuation de Dannevirke, bataille de Dybbøl, bataille de Heligoland, bataille d'Als

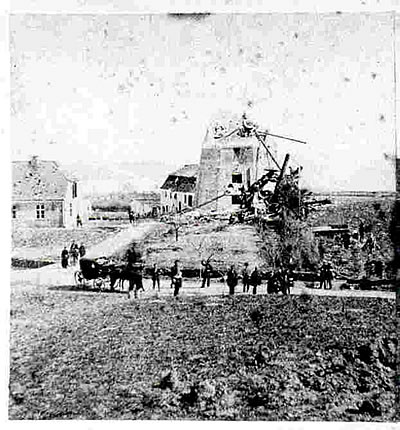
Vue du moulin de Dybbøl après la bataille

La bataille de  Dybbøl ou de Düppel (Slaget ved Dybbøl ; Erstürmung der Düppeler Schanzen), qui eut lieu le 18 avril 1864, est une bataille de la guerre des Duchés. Elle suivit un siège commencé le 2 avril et fut une victoire décisive de la confédération allemande sur le Danemark. Dybbøl a aussi servi de champ de bataille lors de la première guerre de Schleswig.

## Contexte
Après que le roi danois Christian IX a annexé le duché de Schleswig, dont il se proclamait lui-même duc, en novembre 1863, les troupes prussiennes et autrichiennes envahissent le Jutland en janvier 1864.
L'armée danoise est équipée de fusils plus anciens que l'armée allemande. Les Prussiens sont en effet équipés des nouveaux fusils à aiguille Dreyse, rechargeables par la culasse, ce que le soldat pouvait faire en position allongée. Les Danois étaient encore équipés de fusils se chargeant par la bouche, ce qui impose d'être debout pour effectuer l'opération, le fantassin étant alors davantage exposé.
Le fort de Dybbøl se trouve sur une petite péninsule, où est construite une jetée permettant aux ferries traversant le détroit de l'Als de rejoindre la ville de Sønderborg, sur l'île du même nom. La ville est mal préparée, les Danois s'étant surtout préoccupés de fortifier la Danevirke. Il manque notamment des abris pour les premières lignes et, pire, les avancées technologiques dans le domaine de l'artillerie rendent la position géographique du fort impropre à une défense efficace. Les deux mois de bombardement forcent les troupes danoises à se réfugier toujours plus loin des lignes de front. Lorsque l'assaut final est donné, les troupes allemandes trouvent des lignes danoises dégarnies et dont les défenseurs sont à la fois démoralisés et fatigués.
Les Danois peuvent toutefois compter sur leur contrôle peu disputé de la mer pour déployer un cuirassé moderne, le Rolf Krake (en) de la Marine royale danoise, qui soutient les troupes au sol en bombardant les côtes grâce à ses tourelles équipées de canons de huit pouces. Il sert de fait d'artillerie mobile à l'armée danoise. Les Prussiens n'ont d'ailleurs aucun moyen de contrer le Rolf Krake, ne disposant pas eux-mêmes d'une marine pouvant rivaliser : cela a un impact très négatif sur le moral des troupes prussiennes. Cependant la puissance de feu du navire danois n'est pas exploitée à son maximum : il aurait en particulier pu attaquer l'artillerie allemande, qui, relativement vulnérable au bombardement naval, n'y a pas été exposée .

## Bataille

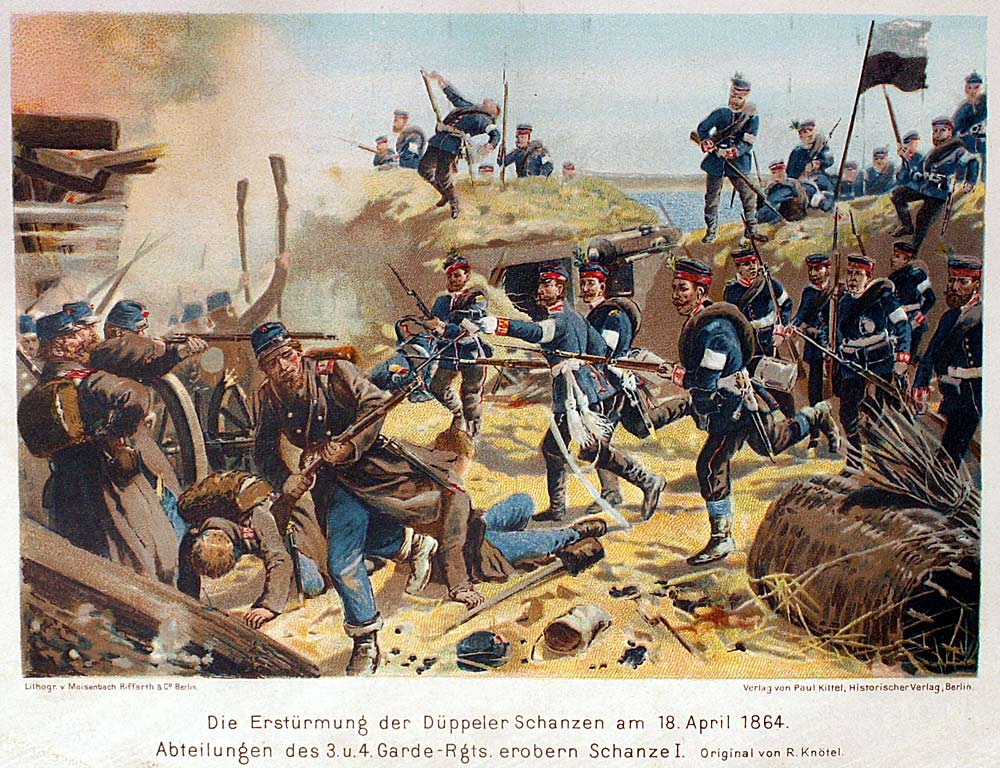
Soldats prussiens prenant d'assaut les positions danoises lors de la bataille de Dybbol (1864).

Le 18 avril 1864, les troupes allemandes commencent à manœuvrer à 2 h du matin. Vers 4 h, les bombardements débutent. À 10 h, l'artillerie prussienne cesse son bombardement. Les troupes prussiennes entament leur charge sous le feu du Rolf Krake, qui ne parvient toutefois pas à les arrêter. Seulement treize minutes plus tard, les Prussiens prennent le contrôle de la première ligne de défense de la redoute danoise,.
Une partie des troupes danoises parvient à s'enfuir. Les Prussiens subissent ensuite une contre-attaque de la 8e brigade, qui sera elle-même contrée par une nouvelle attaque prussienne qui leur permet de progresser de près d'un kilomètre et d'atteindre le moulin de Dybbøl. Dans cette contre-attaque la 8e brigade danoise perd presque la moitié de ses hommes. Ce qui reste des 1re et 3e brigades fuit en direction de Sønderborg sur l'autre berge. À 13 h, toute résistance du côté de Dybbøl est vaincue, les combats se poursuivent pourtant par des échanges d'artillerie à travers le détroit.
Pendant la bataille 3 600 Danois et 1 200 Prussiens sont tués, blessés ou portés disparus. Dans le détail, les chiffres officiels de l'armée danoise font état de 671 morts, 987 blessés dont 473 sont capturés, 3 131 capturés indemnes ou déserteurs ; soit au total 4 789 pertes. Ce sont les 2e et 22e régiments qui perdent le plus d'hommes. Dans la marine, les équipages des cuirassés recensent seulement un mort et dix blessés,.
La bataille de Dybbøl est la première bataille à laquelle assistent des membres de la Croix-Rouge, à savoir Louis Appia et Charles van de Velde. 
Le fort sert ensuite aux Prussiens de point de départ pour leur offensive contre l'île d'Als, en juin 1864.

## Conséquences
La défaite de Dybbøl révèle la faiblesse de la marine prussienne face aux navires du type du Rolf Krake. Afin de remédier à ce problème, les forces confédérées envoient une escadre austro-prussienne en mer Baltique. Cette dernière est défaite par la marine danoise à la bataille d'Heligoland, sans conséquence sur le cours de la guerre.
Un traité de paix est signé à Vienne entre les belligérants le 30 octobre 1864. Il prévoit que le Danemark renonce aux duchés de Schleswig et de Holstein. Les duchés seront dirigés par l'Autriche (Schleswig) et la Prusse (Holstein et Saxe-Lauenbourg). La question du contrôle de ces duchés va entraîner, deux ans plus tard, la guerre austro-prussienne.

## Postérité
Chaque année, le 18 avril, des commémorations ont lieu à Dybbøl. Des soldats danois y sont habillés en costume d'époque. L'anniversaire des 140 ans de la bataille en 2004, a été un événement important au Danemark. Les sociologues se réfèrent souvent à cette bataille quand ils parlent des relations dano-allemandes.
Carl Klinke (de), un soldat prussien ayant commis une action suicidaire contre la redoute danoise, a été immortalisé par un poème de l'écrivain allemand Theodor Fontane. Johann Gottfried Piefke, un compositeur de musique militaire, compose la Düppeler Schanzen Sturmmarsch en référence à cette bataille.
Sur le champ de bataille se trouvaient les deux symboles des nations ayant combattu : le moulin de Dybbøl pour les Danois et le monument de Düppel pour les Allemands. Le premier est toujours debout, tandis que le second a été détruit en 1945.